# Supremo Tribunal da Federação da Rússia
Suprema Corte (português brasileiro) ou Supremo Tribunal (português europeu) da Federação da Rússia (russo: Верховный суд Российской Федерации) é a corte de última instância do direito administrativo, direito privado e direito penal da Rússia. Ela também supervisiona o trabalho das cortes menores. Ela é a sucessora da Suprema Corte da União Soviética.

## Composição
Seus integrantes são nomeados pelo presidente russo e confirmados pelo Conselho Federal Russo.
Para se tornar um juiz, uma pessoa deve ser um cidadão da Rússia, ter pelo menos 35 anos de idade, ter um ensino jurídico, e ter pelo menos 10 anos de serviço.
O Supremo Tribunal Federal consiste no Painel Judicial de Assuntos Civis, o Painel Judicial de Assuntos Penais, e o Painel Militar, que lidam com os respectivos casos. 
As sessões plenárias do Supremo Tribunal são realizadas pelo menos uma vez a cada quatro meses. A sessão plenária deve ser atendido por todos os juízes do Tribunal Supremo e o Procurador-Geral da Rússia. Nas sessões plenárias o Supremo Tribunal Federal estuda as decisões judiciais dos tribunais inferiores sobre os vários temas.